# Axelrodia
Axelrodia és un gènere de peixos de la família dels caràcids i de l'ordre dels caraciformes.

## Taxonomia
- Axelrodia lindeae (Géry, 1973)[2]
- Axelrodia riesei (Géry, 1966)[3]
- Axelrodia stigmatias (Fowler, 1913)[4]